# Indonemoura sangtii
Indonemoura sangtii är en bäcksländeart som först beskrevs av Aubert 1967.  Indonemoura sangtii ingår i släktet Indonemoura och familjen kryssbäcksländor. Inga underarter finns listade i Catalogue of Life.